# Campionati europei di atletica leggera 1934 - 1500 metri piani
I 1500 metri piani maschili ai campionati europei di atletica leggera 1934 si sono svolti il 7 settembre 1934.

## Podio
| Oro     | Luigi Beccali Italia  |
| Argento | Miklós Szabó Ungheria |
| Bronzo  | Roger Normand Francia |

## Risultati

### Semifinali
Passano alla finale i primi quattro atleti di ogni batteria (Q).

#### Semifinale 1
| Posizione | Nome                 | Nazionalità | Tempo  | Note |
| --------- | -------------------- | ----------- | ------ | ---- |
| 1         | Friedrich Schaumburg | Germania    | 4'02"4 | Q    |
| 2         | Luigi Beccali        | Italia      | 4'03"2 | Q    |
| 3         | Roger Normand        | Francia     | 4'03"4 | Q    |
| 4         | Ademar Jürlau        | Estonia     | 4'04"2 | Q    |
| 5         | Georg Puchberger     | Austria     | 4'04"9 |      |

#### Semifinale 2
| Posizione | Nome              | Nazionalità    | Tempo  | Note |
| --------- | ----------------- | -------------- | ------ | ---- |
| 1         | Rene Geeraert     | Belgio         | 4'01"2 | Q    |
| 2         | Paul Martin       | Svizzera       | 4'01"8 | Q    |
| 3         | Janusz Kusociński | Polonia        | 4'01"8 | Q    |
| 4         | Umberto Cerati    | Italia         | 4'01"8 | Q    |
| 5         | Bedrich Hosek     | Cecoslovacchia | 4'02"0 |      |
| 6         | Eduard Prööm      | Estonia        | 4'04"8 |      |

#### Semifinale 3
| Posizione | Nome              | Nazionalità | Tempo  | Note |
| --------- | ----------------- | ----------- | ------ | ---- |
| 1         | Miklós Szabó      | Belgio      | 4'19"0 | Q    |
| 2         | Martti Matilainen | Finlandia   | 4'19"0 | Q    |
| 3         | Robert Goix       | Francia     | 4'19"3 | Q    |

### Finale
| Pos.    | Nome                 | Nazionalità | Tempo        | Note                  |
| ------- | -------------------- | ----------- | ------------ | --------------------- |
| Oro     | Luigi Beccali        | Italia      | 3'54"6       | Record dei campionati |
| Argento | Miklós Szabó         | Ungheria    | 3'55"2       |                       |
| Bronzo  | Roger Normand        | Francia     | 3'57"0       |                       |
| 4       | Friedrich Schaumburg | Germania    | 3'57"8       |                       |
| 5       | Janusz Kusociński    | Polonia     | 3'59"4       |                       |
| 6       | Martti Matilainen    | Finlandia   | 3'59"6       |                       |
| 7       | Robert Goix          | Francia     | 4'04"0       |                       |
| 8       | Ademar Jürlau        | Estonia     | 4'05"8       |                       |
| 9       | Paul Martin          | Svizzera    | 4'06"6       |                       |
| 10      | Umberto Cerati       | Italia      | Nessun tempo |                       |
| 11      | Rene Geeraert        | Belgio      | Nessun tempo |                       |